# Vevé
Everaldo Paes de Lima, conhecido como Vevé (Belém, 14 de março de 1918 — Rio de Janeiro, 27 de julho de 1964) foi um futebolista brasileiro que atuou como atacante. Destacou-se no Remo, Galícia (nos anos dourados desse clube baiano) e, sobretudo, pelo Flamengo, chegando a ser eleito em 1982 o maior ponta-esquerda que este clube tivera até então.
Seu chute era visto como fraco, mas preciso, suficiente para Vevé ser visto como alguém com "faro" para o gol. Destacava-se sobretudo pelos deslocamentos rápidos; pela maestria nos dribles, curtos  e bem executados tanto para a direita como para a esquerda; pela precisão nos cruzamentos e também por certa malícia.  Dentre os votos que recebeu para compor o "Flamengo dos sonhos" em 1982, foi escolhido, dentre outros, por Zizinho, por Dida, pelo pai de Zico e por Celso de Paula Garcia, "descobridor" do próprio Zico. Na ocasião dessa eleição, foi descrito como "talvez o jogador mais querido na torcida rubro-negra em todos os tempos".
Também defendeu a Seleção Brasileira. Jogou por uma só partida, mas era visto como nome potencial para alguma Copa do Mundo FIFA se a Segunda Guerra Mundial não houvesse impedido que o torneio se realizasse na década de 1940. Integrou o Brasil que participou da Copa América de 1945, pela qual pôde entrar em campo, e da de 1946.

## Carreira

### Remo e Galícia
Vevé começou a praticar futebol cedo, em diversos campos que haviam em profusão em sua cidade natal de Belém, sobretudo um situado na travessa Quintino Bocaiuva, curiosamente o mesmo nome do bairro carioca mais associado a Zico. Em um dos jogos de várzea do qual participou, foi observado por um dirigente do Remo, que o levou aos azulinos.
Com poucos treinos, Vevé já pôde obter titularidade na equipe principal do Remo, mesmo ainda adolescente. O primeiro Re-Pa com registro de sua participação ocorreu em 5 de julho de 1936, vitória remista por 2-1, quando o atacante tinha 18 anos recém-completados. O campeonato paraense de 1935 não havia sido disputado, mas Vevé pôde vencer o de 1936, iniciado já em agosto daquele ano.
Na campanha, ele marcou cinco gols nos três primeiros jogos, dois deles no Re-Pa válido pela terceira rodada, com o Paysandu sendo derrotado outra vez, por 3-2. Também marcou gol no clássico Re-Tu, na nona e última rodada, quando a Tuna Luso foi derrotada pelo mesmo placar, já em 7 de março de 1937. Apesar do título, os campeões optaram por não participar do campeonato paraense de 1937, por desavenças com a então Liga Atlética Paraense. Sem o Remo presente, em 1937 a Tuna acabou conseguindo o primeiro título estadual de sua história no futebol.
Em 1938, foi criada a Associação Paraense de Futebol e o Remo voltou ao estadual, iniciado em junho. Antes, em amistoso pela "Taça Paz" oferecida em 3 de abril pela Importadora de Ferragens, Vevé foi protagonista de Re-Pa histórico: marcou duas vezes em goleada remista por 3-1, no que foi o primeiro clássico transmitido pela Rádio Clube do Pará. Foram precisamente seus últimos gols no duelo, embora ainda participasse de outros quatro - o último deles, em 26 de março de 1939, rendeu ao Remo a "Taça Abelardo Conduru" após vitória de 2-1. Em 1939, o "Leão" também venceu o Torneio Início.
Contudo, nesse ínterim os rivais foram os campeões estaduais, com a Tuna vencendo o de 1938 (Vevé chegou a marcar gol no clássico com os cruzmaltinos, mas estes vencerem por 5-3) e o Paysandu, o de 1939. Ainda assim, Vevé pôde em 8 de dezembro de 1938 fazer sua primeira partida pela Seleção Paraense, válida pelo Campeonato Brasileiro de Seleções Estaduais daquele ano; nela, marcou dois gols em goleada de 9-2 sobre o Maranhão. O Pará proclamou-se em seguida o "campeão do Norte" ao vencer por 7-0 o Amazonas, com outro gol de Vevé, um de Itaguary, dois de Conegas e três de Quarenta, pai de Quarentinha.
Os paraenses terminaram eliminados nas quartas-de-final, goleados pela Seleção Paulista no Parque Antarctica, mas Vevé pôde deixar a competição como a grande revelação nortista. Com o campeonato paraense ainda não oficialmente profissionalizado, algo que tardia até 1945, Vevé chegou a ser já ali prospectado por emissários do Flamengo. Mas foi contratado inicialmente pelo Galícia, da Bahia.
Sua saída do Pará inviabilizou que o defendesse nos Brasileiro de Seleções seguintes (ocorridos anualmente entre 1939 e 1944), mas ele ainda pôde realizar mais uma partida pela seleção paraense, contra o Bahia, ocorrida em 29 de dezembro de 1940 no Campo da Graça, em Salvador. Na ocasião, um amistoso, marcou, embora sem impedir derrota de 3-2. O Galícia pôde vencer o campeonato baiano de 1941, precisamente o segundo título estadual do clube. Antes, em 24 de março daquele ano, o time pôde vencer o Torneio Relâmpago, com Vevé marcando em vitória de 6-4 sobre o Bahia. Vevé não chegou a participar até o fim do estadual, estreando já em junho de 1941 pelo Flamengo.

### Flamengo
Vevé chegou a ser cogitado para integrar o Botafogo, mas foi contratado pelo Flamengo, chegando em 20 de maio de 1941.
Ele vinha se desempenhando na meia-esquerda no Galícia, mas por ter começado como ponta-esquerda no Remo o fizera ser reutilizado nessa posição pelo novo clube, que precisava de uma alternativa a Jarbas, ícone rubro-negro.
Estreou marcando gol e logo tomou a vaga do próprio Jarbas, firmando-se também na Seleção Carioca.
Pelo Flamengo, Vevé fez parte da equipe tricampeã carioca em 1942-43-44, sendo inclusive dele o cruzamento que resultou em assistência para Agustín Valido marcar o histórico gol que assegurou o tricampeonato.  Johnson, massagista histórico do clube, viria a chamar de Everaldo, como homenagem a Vevé, um filho nascido em fevereiro de 1945.
De acordo com o Almanaque do Flamengo, de Roberto Assaf e Clóvis Martins, fez 209 jogos pelo clube e marcou 93 gols. Em 1948, precisou passar por uma cirurgia nos meniscos, que foram determinantes em seu declínio físico e técnico. Alguns meses mais tarde, ele se aposentaria precocemente dos gramados. Após se aposentar, trabalhou por um tempo como corretor de imóveis, porém sem muito retorno.

### Seleção Brasileira
Em 1942, Vevé já era visto como um ponta-esquerda com potencial para ter sido lembrado ainda em 1941 à Seleção Brasileira, que vinha preferindo Patesko, Carreiro e Pipi. Veio enfim a fazer parte dos elencos da Seleção Brasileira que disputaram as Copas América de 1945 e de 1946. Contudo, fez uma única partida, na qual saiu do banco para substituir Jorginho no decorrer da vitória de 3-0 sobre a Colômbia na estreia do Brasil pelo certame de 1945; pelo restante daquela competição, o ponta-esquerda titular veio a ser Ademir de Menezes. Na de 1946, por sua vez, a posição foi ocupada sobretudo por Chico e, em ocasiões pontuais, por improvisos de Ademir, Jair Rosa Pinto ou Heleno de Freitas.
Apesar da participação mínima em campo, Vevé, como figura ativa do tricampeonato carioca seguido do Flamengo entre 1942 e 1944, era visto como jogador potencialmente convocável às Copa do Mundo FIFA de 1942 ou de 1946 caso a Segunda Guerra Mundial não as inviabilizasse.

## Morte
Após longos anos de alcoolismo, vício adquirido ainda no auge de sua carreira, Vevé morreu precocemente - vitimado por uma Cirrose hepática, na tarde do dia 26 de julho de 1964, após passar alguns dias internado no Hospital Rocha Maia, no Rio de Janeiro. Seu funeral foi custeado pelo Clube de Regatas do Flamengo. Seu corpo foi sepultado no Cemitério de São João Baptista, Zona Sul da capital carioca.

## Títulos
Remo
- Campeonato Paraense: 1936
- Torneio Inicio do Para: 1939
- Taça America: 1939
- Taça Abelado Conduru: 1939

Galicia
- Campeonato Baiano: 1941

Flamengo
- Campeonato Carioca: 1942, 1943, 1944
- Torneio Relampago do Rio de Janeiro: 1943
- Torneio Inicio: 1946
- Troféu Cezar Aboud: 1948
- Taça Fernando Loretti: 1945, 1946, 1948
- Taça Fernando Loreti Junior: 1945, 1946, 1948